# Ёккунъях
Ёккунъях (устар. Ёккун-Ях) — река в России, протекает по Нижневартовскому району Ханты-Мансийского АО. Устье реки находится в 36 км по левому берегу реки Окуневка (приток Кульёгана). Длина реки составляет 51 км, площадь водосборного бассейна 280 км². Левый приток — Конером.

## Данные водного реестра
По данным государственного водного реестра России относится к Верхнеобскому бассейновому округу, водохозяйственный участок реки — Обь от впадения реки Вах до города Нефтеюганск, речной подбассейн реки — Обь ниже Ваха до впадения Иртыша. Речной бассейн реки — (Верхняя) Обь до впадения Иртыша.
Код объекта в государственном водном реестре — 13011100112115200041603.